# Kabarett Kaktus

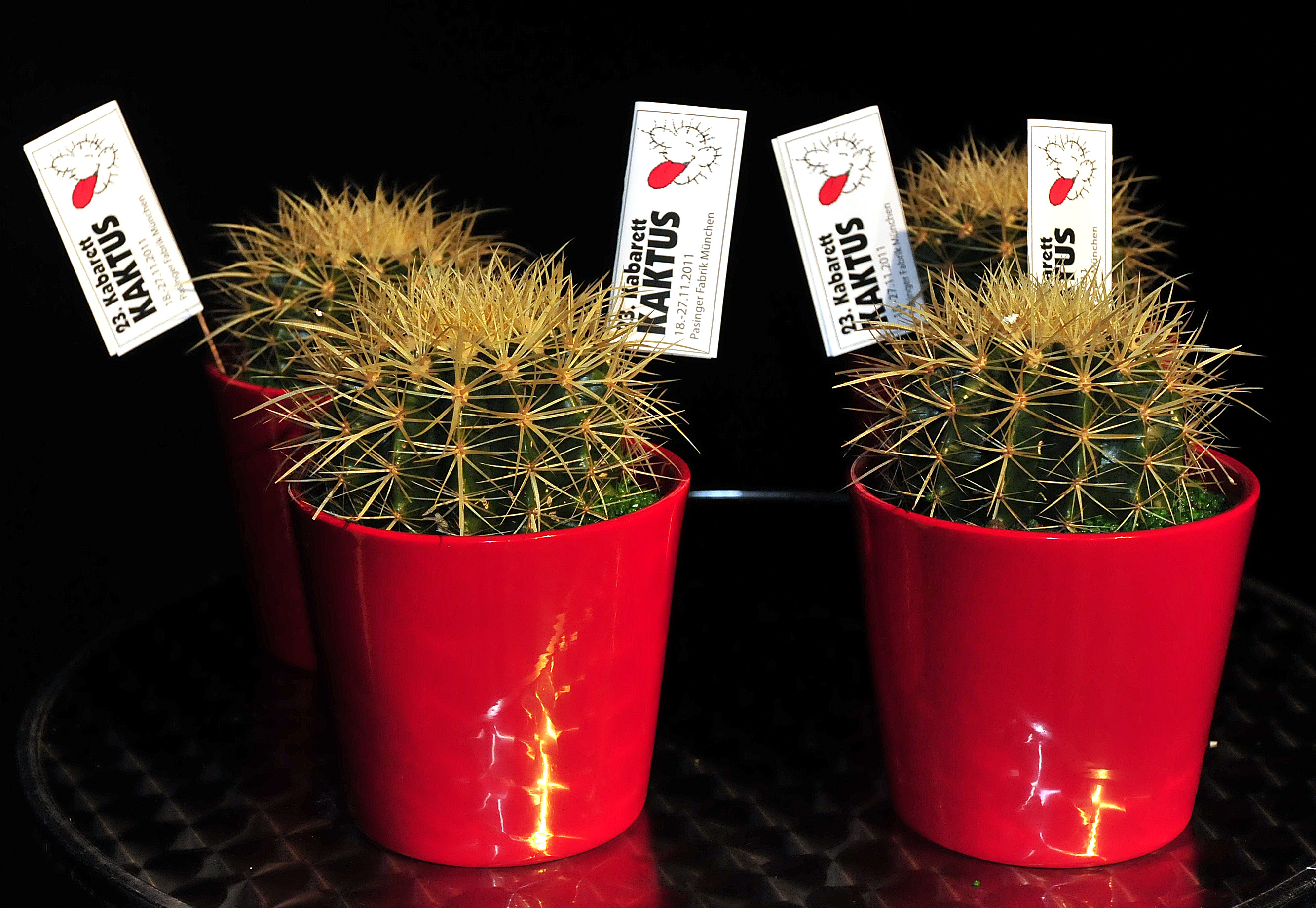
Die Sachpreise des Wettbewerbs

Der Kabarett Kaktus ist Münchens ältester Kleinkunstpreis, der von 1992 bis 2018 bei dem gleichnamigen Festival vom Verein Kultur & Spielraum e. V. vergeben wurde. Das Festival fand seit Ende der 1980er-Jahre bis 2018 jährlich im Kulturzentrum Pasinger Fabrik statt. Der überregional bekannte Preis richtete sich an Gruppen und Solisten bis etwa 35 Jahre, die sich mit ihrem ersten oder zweiten Programm aus den Bereichen Kabarett und Comedy bewerben konnten, sowie an Kabarett-Neulinge.

## Geschichte

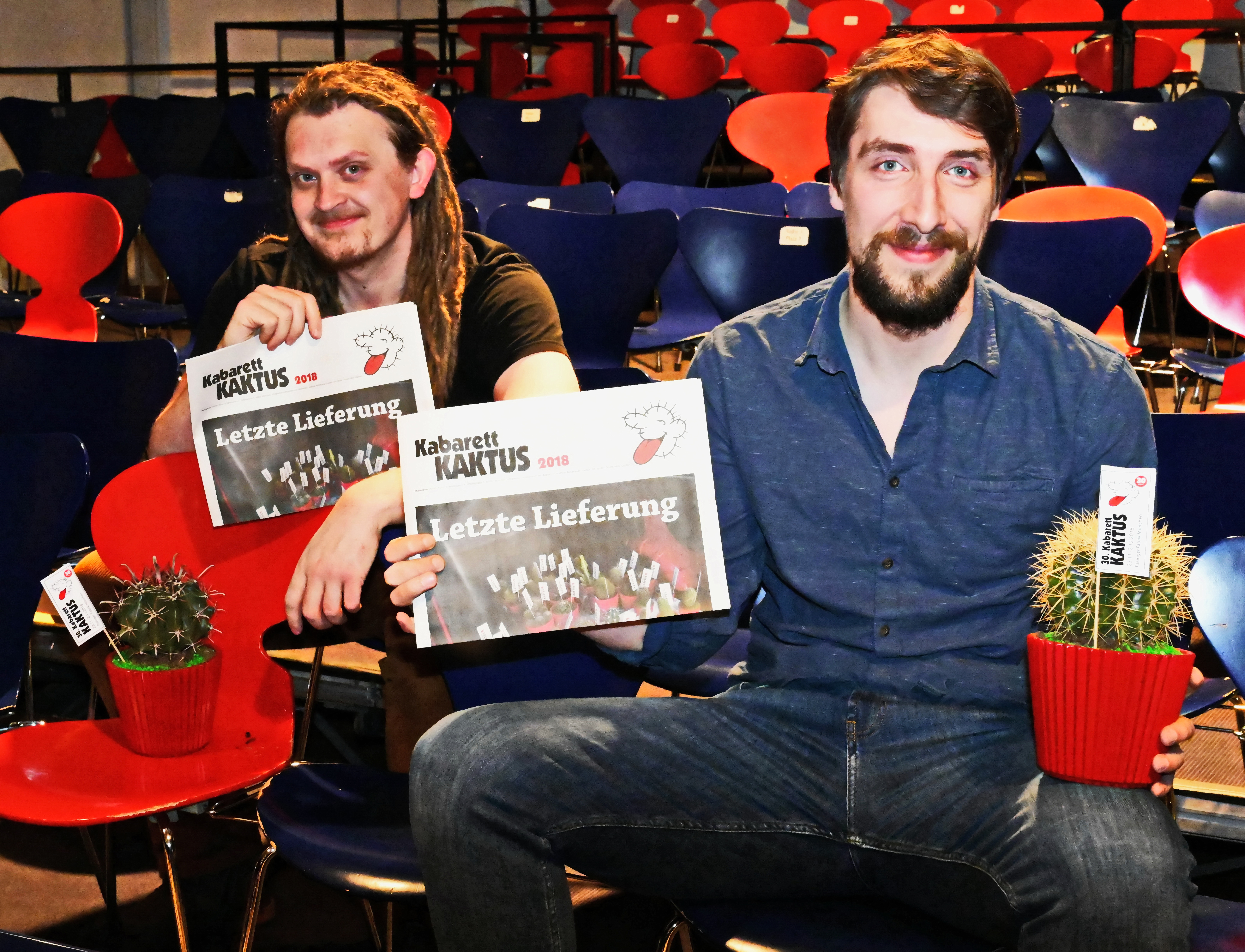
Der letzte Kabarett Kaktus 2018, Preisträger: Konstantin Korovin und Juri von Stavenhagen

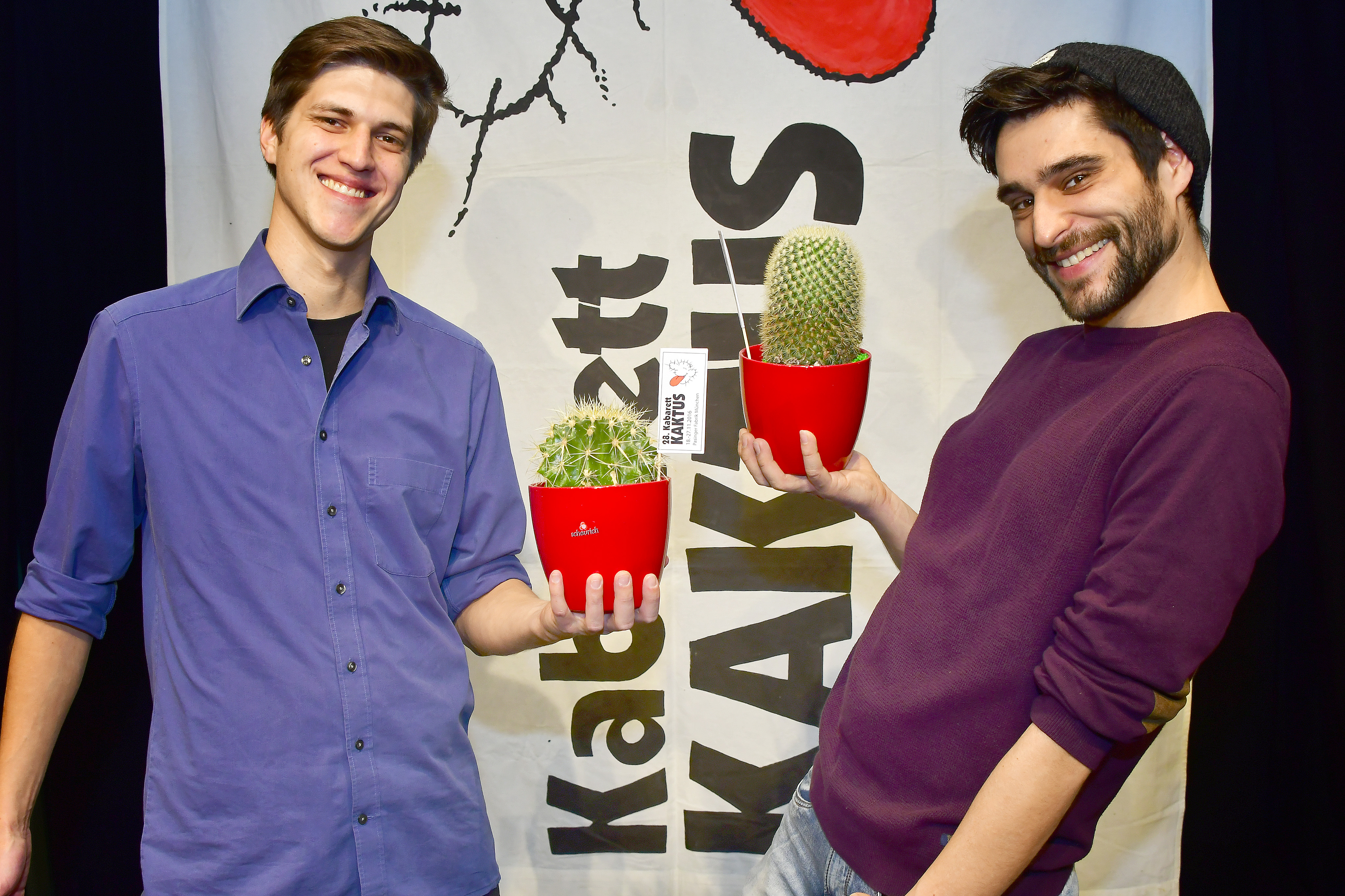
Falk Plücker und Nektarios Vlachopoulos, Preisträger 2016

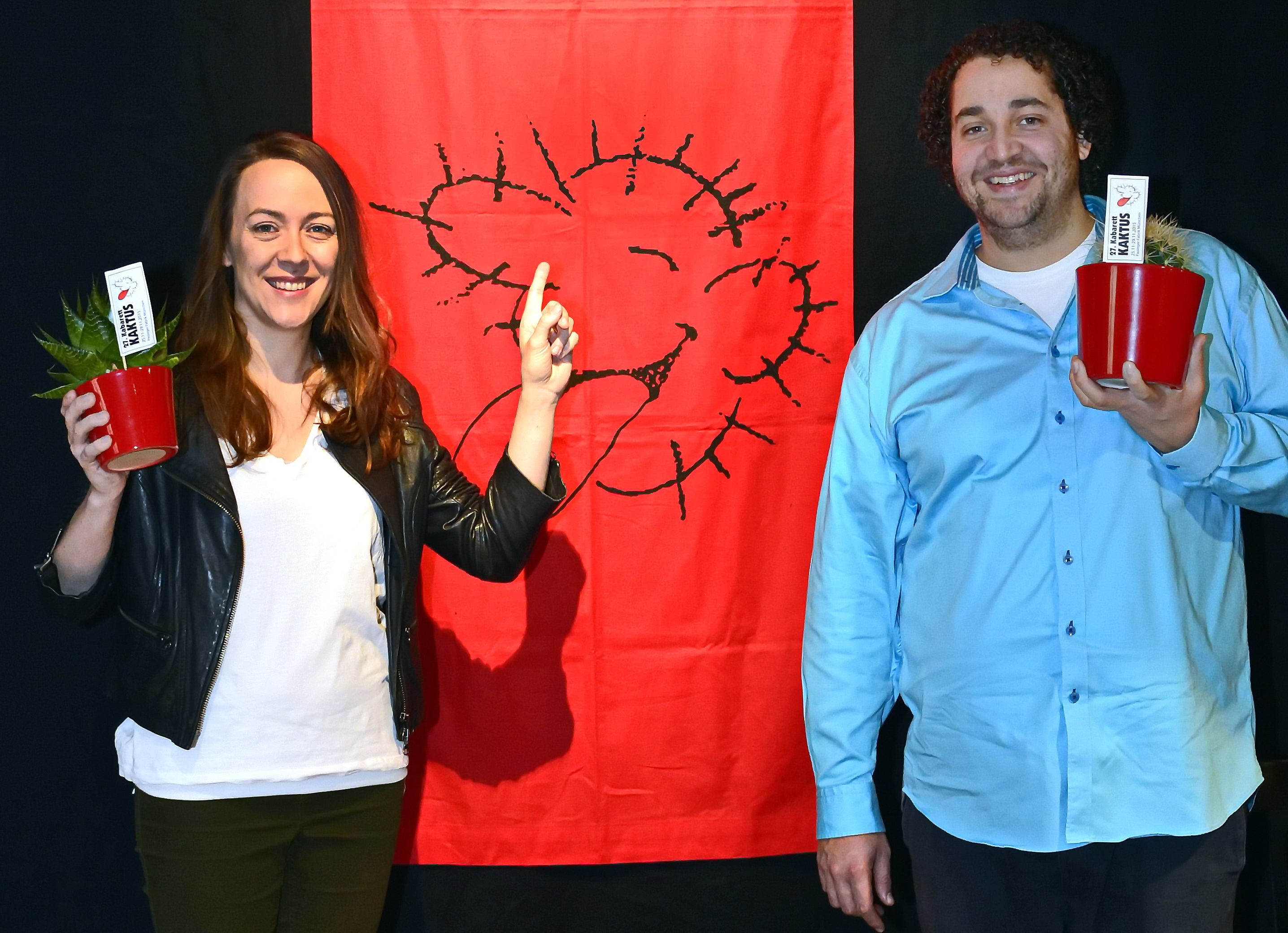
Lisa Catena und Marvin Spencer, Preisträger 2015

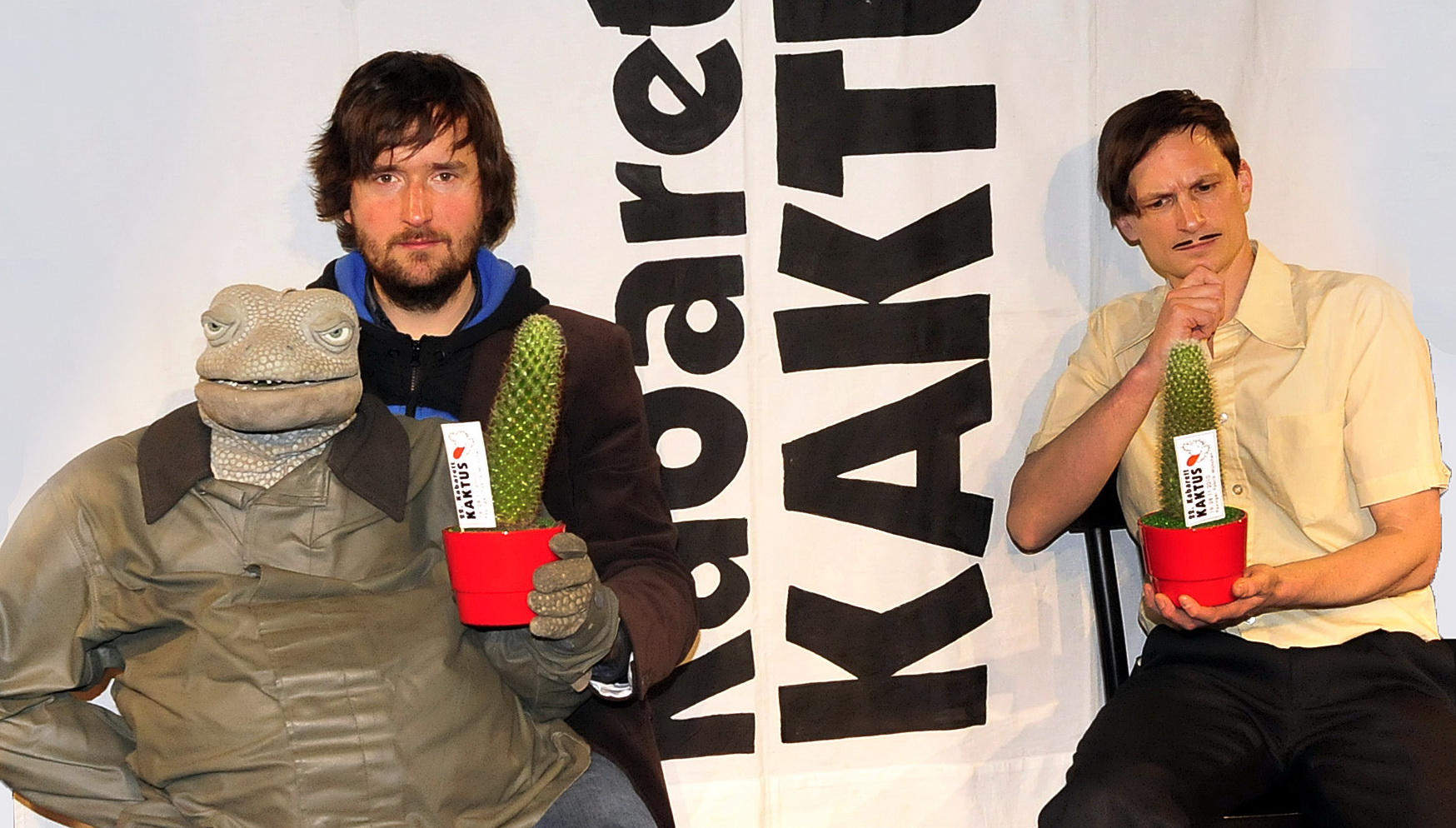
Michael Hatzius und Anton Grübener, Preisträger 2010

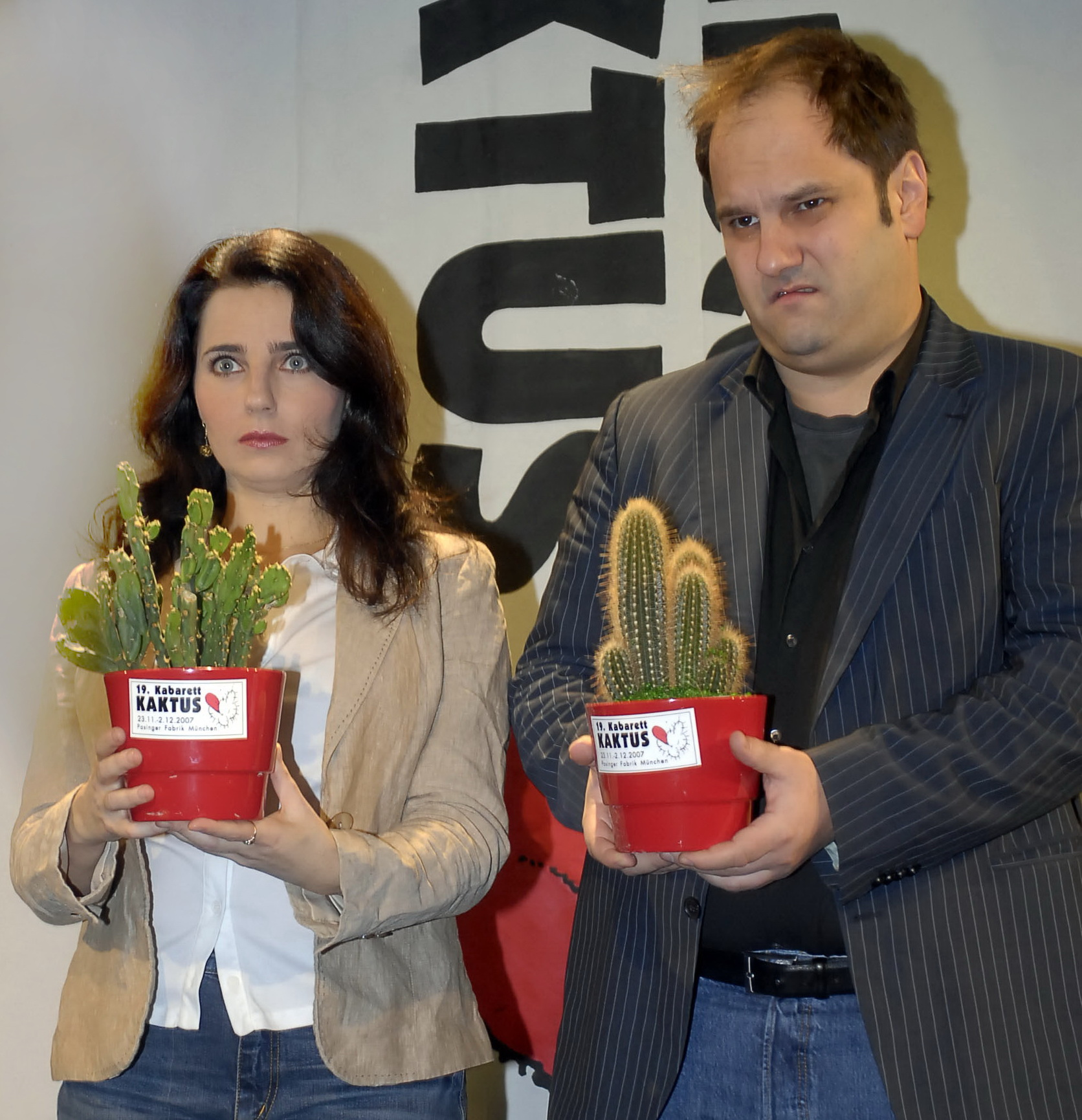
Nadja Maleh und Matthias Egersdörfer, Preisträger 2007

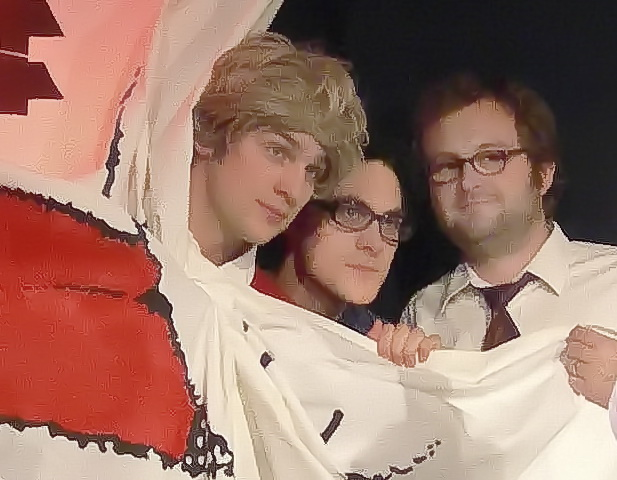
Zärtlichkeiten mit Freunden und Stefan Betz (rechts), Preisträger 2005

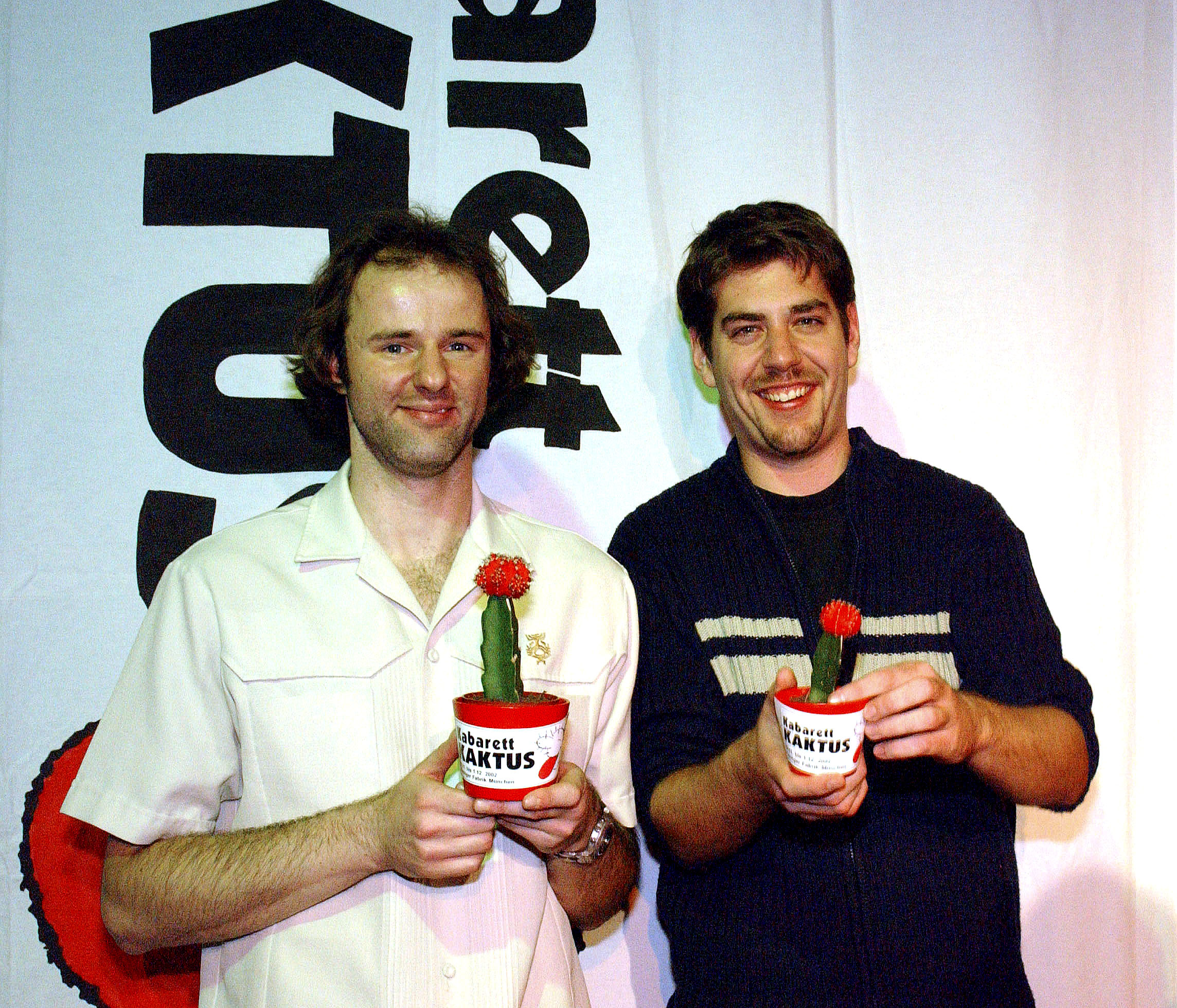
Vince Ebert und Claus von Wagner, Preisträger 2002

Ende der 1980er-Jahre gab es in München immer weniger Auftrittsmöglichkeiten für den Kabarett-Nachwuchs, da die sogenannten Kleinkunstkneipen unter dem Druck der Großbrauereien zurückgingen. Um dennoch den Nachwuchs zu fördern, entwickelten die Kabarettisten Christian Springer, Helmut Schleich und Andreas Rüttenauer, die mit dem 1983 von Springer und Schleich gegründeten Kabarett Fernrohr als Kabaretttrio erfolgreich waren, gemeinsam mit Albert Kapfhammer (vom Verein Kultur & Spielraum e. V.) die Idee für ein regelmäßiges Festival für „junges Kabarett“. Das erste so benannte Kabarett Kaktus-Festival fand 1989 in der ehemaligen Haushaltswarenfabrik der Firma Ritter in München-Pasing statt, wo der Verein Kultur & Spielraum e. V. bereits seit mehreren Jahren Jugend- und Kulturarbeit betrieb und sich als Mitveranstalter anbot. Seither wurde das Kabarettfestival jährlich Mitte/Ende November in den Alten Ritterwerken  und seit 1991 in dem dort entstandenen Kultur- und Bürgerzentrum Pasinger Fabrik veranstaltet. Später nahmen neben deutschen Teilnehmern auch Teilnehmer aus Österreich, Belgien und der Schweiz teil.
1992 wurde das Festival zum Wettbewerb weiterentwickelt, als Preis wurde seitdem Der Kabarett Kaktus vergeben. Außerdem entstand ein „Kabarett-Newcomer-Austausch“ zwischen den Kabarettszenen in München und in Wien, in dessen Folge oft österreichischer Kabarettnachwuchs in München zu sehen war. Im Gegenzug traten die Preisträger des Münchener Festivals an bekannten Wiener Kabarettbühnen auf, wie am Kabarett Niedermaier, am Jura Soyfer-Theater am Spittelberg oder am Orpheum.
Veranstalter des siebentägigen Wettbewerbsfestivals war der Verein Kultur & Spielraum e. V., Organisatoren waren die Kabarettisten und Initiatoren des Kleinkunstwettbewerbs, Albert Kapfhammer, Helmut Schleich und Christian Springer. Veranstaltet wurde das Festival in Zusammenarbeit mit dem Jugendkulturwerk und dem Kulturreferat der Landeshauptstadt München.
Seit 1989 nahmen über 350 Künstler bzw. Gruppen am Festival und Wettbewerb teil. Über den „ältesten Münchener Kleinkunstwettbewerb“ wurde regelmäßig in den Medien berichtet und er diente zahlreichen Teilnehmern und Teilnehmerinnen als künstlerisches Sprungbrett. Beim Jubiläum zum zehnjährigen Bestehen 1998 wurde der Festivalabend mit den Preisträgern vom Bayerischen Fernsehen aufgezeichnet und das Hörfunkprogramm Bayern 2 Radiospitzen des Bayerischen Rundfunks berichtete seither regelmäßig über die Preisträger des Kabarett Kaktus. Anlässlich des 20-jährigen Bestehens 2008 wurde im Wettbewerbsfestival ein besonderer „Jubiläumsabend“ von rund einem Dutzend Preisträger der Vorjahre gemeinsam gestaltet. Beim 25. Kabarett Kaktus 2013 traten am Jubiläumsabend ebenfalls ehemalige Preisträger auf.
2018 fand der Kabarett Kaktus zum letzten Mal statt, es war der 30. Wettbewerb, am Jubiläumsabend traten wieder etliche ehemalige Preisträger auf.

## Wettbewerbsreglement
Der Kabarett Kaktus wurde während des Festivals in zwei Kategorien ermittelt: Zum Newcomerabend „Kostproben“ wurden fünf bis sechs Nachwuchskünstler bzw. -gruppen eingeladen, die jeweils 15 Minuten aus ihrem Programm zeigten. Von ihnen konnten sich eine oder zwei Künstler bzw. Gruppen für den Hauptwettbewerb qualifizieren. Er präsentierte an drei Abenden insgesamt neun bis zwölf ausgewählte Teilnehmer mit einem jeweils 30-minütigen Programmausschnitt. Aus dem Hauptwettbewerb wurden von einer Fachjury unter den Festivalteilnehmern zwei Preisträger (1. und 2. Platz) ausgewählt. Der Jury gehörten neben Vertretern des Veranstalters Vertreter der Süddeutschen Zeitung, des Bayerischen Rundfunks, des Bayerischen Fernsehens, der Münchner Lach- und Schießgesellschaft und des Theaters Drehleier an.
Ein Festivalabend war den Preisträgern des Vorjahres gewidmet, an einem weiteren Abend traten Künstler aus Österreich auf. Beim Abschlussabend traten dann die jeweiligen Sieger des Festivals auf. Die neuen Preisträger erhielten als Sachpreise Exemplare der namensgebenden Pflanzen und wurden außerdem belohnt mit jeweils einem Gastspiel im Theater Drehleier in München und bei der Münchner Lach- und Schießgesellschaft.

## Preisträger (Auswahl)
- 1994: 1. Les Derhosn
- 1995: 1. Michael Altinger & Band; 2. Michaila & Maschenka[5]
- 1996: 1. Jess Jochimsen; 2. Django Asül
- 1997: 1. Queens of Spleens; 2. Ingo Börchers
- 1998: 1. Dick & Kräh; 2. Frederic Hormuth
- 1999: 1. Tom van Hasselt; 2. 'Männlein'
- 2000: 1. Karl Gschaider; 2. Jürgen K.W. Timm
- 2001: 1. Lizzy Aumeier; 2. Verena Unbehaun
- 2002: 1. Claus von Wagner; 2. Vince Ebert
- 2003: 1. Walter Seidl Duo; 2. Mathias Tretter
- 2004: 1. Schwarze Grütze; 2. Götz Frittrang
- 2005: 1. Zärtlichkeiten mit Freunden[6]; 2. Stefan Betz[7]
- 2006: 1. Marc-Uwe Kling[7]; 2. Tobias Mann[7]
- 2007: 1. Matthias Egersdörfer[8]; 2. Nadja Maleh
- 2008: 1. Mirco Buchwitz; 2. Tilman Birr
- 2009: 1. Das Geld liegt auf der Fensterbank, Marie[9]; 2. Maxi Schafroth[9]
- 2010: 1. Michael Hatzius und  Anton Grübener
- 2011: 1. Paul – Poesie aus Leidenschaft; 2. Timo Wopp
- 2012: 1. Tom Schildhauer; 2. Olivier Sanrey
- 2013: 1. Blonder Engel; 2. Michael Elsener
- 2014: 1. Marcel Kösling; 1. Matthias Ningel (diesmal wurden zwei erste Plätze vergeben)
- 2015: 1. Lisa Catena; 2. Marvin Spencer
- 2016: 1. Nektarios Vlachopoulos; 1. Falk Plücker (diesmal wurden zwei erste Plätze vergeben)
- 2017: 1. Arndt Ulrichsen; 2. Tino Bomelino
- 2018: 1. Juri von Stavenhagen; 2. Konstantin Korovin